# كوكورامينامي-كو
كوكورامينامي-كو (باليابانية: 小倉南区) هو حي في اليابان، يقع في كيتاكيوشو، بلغ عدد سكانه 211,089 نسمة وذلك حسب إحصائيات سنة 2017، تبلغ مساحته 170.89 كيلومتر مربع.

## أعلام
- ريوتارو أوكيايو